# Асен Златев
Асен Златев (23 травня 1960) — болгарський важкоатлет.
Олімпійський чемпіон 1980 року в категорії до 75 кг.
Чемпіон світу 1980 (до 75 кг), 1982 (до 82,5 кг), 1986 (до 82,5 кг) років, срібний призер 1981 (до 82,5 кг), 1983 (до 82,5 кг), 1985 (до 82,5 кг) років, бронзовий призер 1987 року в категорії до 82,5 кг.
Чемпіон Європи 1980 (до 75 кг), 1982 (до 82,5 кг), 1984 (до 82,5 кг), 1985 (до 82,5 кг), 1987 (до 82,5 кг) років, срібний призер 1981 (до 82,5 кг), 1983 (до 82,5 кг), 1986 (до 82,5 кг) років. Почесний громадянин Софії (2006).